# テリー・ライアン (モデル)
テリー・ライアン（Terry Ryan、1933年12月1日 - ）は米PLAYBOY誌・1954年12月号のプレイメイト。
創刊当時のPLAYBOYはカレンダー会社から写真を購入してプレイメイトの誌面を構成していたが、ライアンは編集部が自ら撮影した第1号のプレイメイトである。撮影はミルウォーキーのスタジオで行なわれ、地元のカメラマン、ノーウィン・ビジュロウ　(Norwin Bigelow) が起用された。PLAYBOY誌12月号には彼女のスタジオ入りから、着替え、メイクなど多くのショットが数ページにわたって掲載された。